# Джеймс Кортацці
Джеймс Кортацці (1798 — до 1883) — міський голова Одеси у 1848—1857 роках. Відомий також як Джакомо Контацці.
Походив з впливової італо-грецької купецької родини Кортацці, представники якої обіймали спадкову посаду венеціанського консула в Смірні. Син Лукаса Франческо Кортацці та англійської шляхтянки Єлизавети Гайєс. Під час однієї з османських різанин в Смірні на початку XIX ст. лише з деякими родичами зміг врятуватися, зокрема Джорджем Кортацці (в Російській імперій той став Єгором Івановичем Кортацці). 
Був успішним торговцем — Джеймс Кортацці привіз до Одеси і вклав у торговельні оборудки і нерухомість значний капітал: у перший же рік появи на ринку обіг компанії перевищував 2 млн руб. Фірма успішно розвивалася до 1839 року, коли перевищивши позначку 4,5 млн руб., раптово припинила комерційну діяльність на російському зовнішньому ринку. Став першим одеським міським головою, якого обирали на цю посаду тричі (1848—1851, 1851—1854, 1854—1857 роки).

## Одеса за голування Кортацці
У перші роки місто, під керівництвом Кортацці, розвивало торгівлю, з'явилося новими навчальними та благодійними закладами тощо. У місцевому порту розвивалася торгівля, у той же час проходили роботи по очищенню та поглибленню порту, що зробило його більш зручним для стоянки суден та пароплавів.
Разом з тим у 1848 році в Одесі почалася епідемія холери, що лютувала 3 місяці.
10 (22) квітня 1854 року у ході Кримської війни Одеса була піддана бомбардуванню зі сторони британсько-французького флоту. Однак, російські військовики, що вели оборону виграли і флот направився до Криму. Через цю війну фактично припинилася вся зовнішня торгівля Одеси.

## Цікаві факти
22 травня 2023 року провулок Каманіна в Приморському районі Одеси перейменували на провулок Кортацці на честь Джеймса Кортацці.